# Kaho Miyasaka
Kaho miyasaka (宮坂香帆, Miyasaka Kaho) née le 17 octobre dans la préfecture de Chiba est un auteur de manga japonais. 
Elle est surtout connue pour avoir écrit le manga Kare first love.

## Œuvres
- 16 Engage 2 volumes
- Love Love 1 volume - first volume in the "Kaporin no Yuuwaku Kissu" series
- Akutou (Scoundrel) 1 volume - second volume in the "Kaporin no Yuuwaku Kissu" series
- Kiss in the Blue 4 volumes
- Binetsu Shōjo (Feverish Girl) 10 volumes
- Miseinen Lovers
- Kare First Love 10 volumes
- Bokutachi wa Shitte Shimatta/A Romantic LOVE STORY 14 tomes
- Real Kiss One Shot
- Le Fil Rouge (Akai Ito) 9 volumes
- A romantic love story 14 volumes